# 2022年のJリーグカップ
2022年のJリーグカップは、2022年2月23日から10月22日まで開催されていた第30回Jリーグカップである。

## 概要
ヤマザキビスケットを冠スポンサー（リーグカップパートナー）として、「2022JリーグYBCルヴァンカップ」(英: 2022 J.LEAGUE YBC Levain CUP)の名称で行う。開始から30回目の区切りとなることから、ヤマザキビスケットの商品である「ルヴァンプライムスナック」の円型をモチーフとした記念ロゴが製作された。

## 大会レギュレーション
2021年12月21日に大会のレギュレーションが、2022年1月21日にグループステージの組み合わせと日程、プレーオフステージ、プライムステージの開催予定日が公表された。前年のレギュレーションを概ね踏襲している。
グループステージ
- AFCチャンピオンズリーグ2022 (ACL) に参加する川崎フロンターレ、浦和レッズ、横浜F・マリノス、ヴィッセル神戸の4クラブはプライムステージからの出場となる。
- グループステージは、上記4クラブを除いた同年のJ1リーグの14クラブ及び前年のJ1リーグ17位の徳島ヴォルティス・同18位の大分トリニータが出場する。昇格組ではジュビロ磐田が2019年大会以来3年ぶり、京都サンガF.C.が2010年大会以来12年ぶりの出場。
- グループステージは前述の16クラブを2021シーズンのJ1リーグ戦順位をもとに4組に分けて、各組2回総当たり (ホーム・アンド・アウェー)でリーグ戦を行う。
  - Aグループ：鹿島アントラーズ (4位)、セレッソ大阪 (12位)、ガンバ大阪 (13位)、大分トリニータ (18位)
  - Bグループ：名古屋グランパス (5位)、サンフレッチェ広島 (11位)、清水エスパルス (14位)、徳島ヴォルティス (17位)
  - Cグループ：サガン鳥栖 (7位)、北海道コンサドーレ札幌 (10位)、柏レイソル (15位)、京都サンガF.C. (J2・2位)
  - Dグループ：アビスパ福岡 (8位)、FC東京 (9位)、湘南ベルマーレ (16位)、ジュビロ磐田 (J2・1位)
  - グループステージは全試合90分 (前後半45分ハーフ、延長戦なし)とし、勝ち点の多い順にグループ内の順位を決定する。勝ち点で並んだ場合には、最終順位決定時に以下の条件で優劣を決定する。
    1. 勝ち点が同一クラブ間での「勝ち点」→「得失点差」→「得点数」→「アウェーゴール」
勝ち点で3クラブ以上が並んでいて、上記の条件を適用してもなお2クラブ以上の成績が並ぶ場合は、該当するクラブ間に対してこの条件を再度適用する。それでもなお順位が決定できないクラブがある場合には、下記の手順を適用する。
    2. グループ全試合での「得失点差」→「得点数」
    3. PK戦 (順位決定にかかわるクラブが2クラブのみで、かつ最終節直接対決の場合に限る。ABAB方式で開催され、決着しない場合は6人目以降サドンデス)
    4. 反則ポイント
    5. 抽選
- 各グループステージの上位2クラブ（計8クラブ）がプレーオフステージへ進出。

プレーオフステージ
- プレーオフステージはグループステージを勝ち上がったクラブ同士の対戦により、ホーム・アンド・アウェーでの2試合制で実施される。
  - 勝者 (勝利数の多いクラブ。同勝利数の場合は下記により決定) がプライムステージへ進出。

  1. 2試合における合計得点数 (＝得失点差)
  2. アウェーでの得点数 (アウェーゴールルール)
  3. 15分ハーフの延長戦 (第2戦の後半終了後に引き続き実施、アウェーゴールルールは採用せず)
  4. PK戦 (グループステージと同様)

プライムステージ
- プライムステージは準々決勝（プレーオフステージ勝ち上がりの4クラブ+ACL出場の4クラブ）、準決勝、決勝をノックアウト方式で行う。
  - 準々決勝・準決勝はホーム・アンド・アウェー方式で、勝敗の決定方法はプレーオフステージと同様。
  - 決勝は1試合勝負で、45分ハーフで決着しない場合は15分ハーフの延長戦→PK戦により勝敗を決定する。
- 組み合わせ抽選は6月29日に国立競技場正面にてプライムステージ進出クラブ代表によるオープンドロー（公開抽選）により行われ（報道陣にのみ公開）、Jリーグ公式YouTubeチャンネルで「JリーグTV」で生配信された[7]。参加選手はキャスパー・ユンカー（浦和・鈴木彩艶から変更[8]）、橘田健人（川崎）、宮市亮（横浜FM）、甲田英將（名古屋）、山中亮輔（C大阪）、小田裕太郎（神戸）、鮎川峻（広島）、金森健志（福岡）。立会人にJリーグチェアマンの野々村芳和と「ルヴァンカップPR大使」の見取り図、司会はフジテレビアナウンサーの黒瀬翔生と鈴木唯。

また、エントリー下限人数（試合には少なくとも13人の選手をエントリーできなければならない）を設けることから、2020年大会の中断後の再開時に発表された「U-21先発出場ルール（その年に21歳になる、あるいはそれ未満の年齢の日本国籍選手を1人以上先発に含める）の適用取り止め」は今大会も継続する。

## 大会日程
各日程については2022年1月21日に発表された。分散開催がなくなった一方、前年までと異なり、週末開催の試合が増加している。日付は全て2022年。
| ステージ           | ラウンド           | 第1戦    | 第2戦    | 備考                         |
| ------------------ | ------------------ | -------- | -------- | ---------------------------- |
| グループステージ   | 第1節              | 2月23日  | 2月23日  | 2試合が3月15日に延期（後述） |
| グループステージ   | 第2節              | 3月02日  | 3月02日  |                              |
| グループステージ   | 第3節              | 3月26日  | 3月26日  | 1試合が4月20日に延期（後述） |
| グループステージ   | 第4節              | 4月13日  | 4月13日  |                              |
| グループステージ   | 第5節              | 4月23日  | 4月23日  |                              |
| グループステージ   | 第6節              | 5月18日  | 5月18日  |                              |
| プレーオフステージ | プレーオフステージ | 6月04日  | 6月11日  |                              |
| プライムステージ   | 準々決勝           | 8月03日  | 8月10日  |                              |
| プライムステージ   | 準決勝             | 9月21日  | 9月25日  |                              |
| プライムステージ   | 決勝               | 10月22日 | 10月22日 |                              |

## グループステージ

### Aグループ
| 順 | チーム           | 試 | 勝 | 分 | 敗 | 得 | 失 | 差  | 点 |                        |     | ANT | CRZ | GAM | TRI |
| -- | ---------------- | -- | -- | -- | -- | -- | -- | --- | -- | ---------------------- | --- | --- | --- | --- | --- |
| 1  | 鹿島アントラーズ | 6  | 4  | 1  | 1  | 16 | 7  | +9  | 13 | プレーオフステージ進出 |     | —   | 0–1 | 4–1 | 3–0 |
| 2  | セレッソ大阪     | 6  | 3  | 2  | 1  | 14 | 9  | +5  | 11 | プレーオフステージ進出 |     | 1–3 | —   | 0–0 | 6–1 |
| 3  | ガンバ大阪       | 6  | 1  | 2  | 3  | 8  | 12 | −4  | 5  |                        |     | 1–3 | 2–3 | —   | 2–0 |
| 4  | 大分トリニータ   | 6  | 0  | 3  | 3  | 9  | 19 | −10 | 3  |                        | 3–3 | 3–3 | 2–2 | —   |     |

| 2022年2月23日 第1節 | ガンバ大阪                    | 2 - 3    | セレッソ大阪                                 | 吹田市                                                              |
| 14:03               | - 山本悠樹 59分 - 柳澤亘 74分 | 公式記録 | - 為田大貴 7分 - 上門知樹 41分 - 中原輝 84分 | 競技場: パナソニックスタジアム吹田 観客数: 10,509 人 主審: 池内明彦 |

| 2022年3月15日 第1節 | 大分トリニータ                                  | 3 - 3    | 鹿島アントラーズ                                         | 大分市                                                     |
| 19:03               | - 呉屋大翔 14分 - 屋敷優成 20分 - 長沢駿 90+1分 | 公式記録 | - 染野唯月 3分 - ディエゴ・ピトゥカ 62分 - 上田綺世 75分 | 競技場: 昭和電工ドーム大分 観客数: 2,938 人 主審: 山本雄大 |

| 2022年3月2日 第2節 | 鹿島アントラーズ | 0 - 1    | セレッソ大阪    | 鹿嶋市                                                               |
| 19:03              |                  | 公式記録 | - 北野颯太 12分 | 競技場: 県立カシマサッカースタジアム 観客数: 3,966 人 主審: 御厨貴文 |

| 2022年3月2日 第2節 | 大分トリニータ        | 2 - 2    | ガンバ大阪                        | 大分市                                                     |
| 19:00              | - 長沢駿 11分, 45+1分 | 公式記録 | - 奥野耕平 43分 - パトリック 63分 | 競技場: 昭和電工ドーム大分 観客数: 3,785 人 主審: 木村博之 |

| 2022年3月26日 第3節 | セレッソ大阪                                                                                      | 6 - 1    | 大分トリニータ  | 大阪市                                                     |
| 14:03               | - 毎熊晟矢 48分 - 中原輝 50分 - 岡澤昂星 59分 - 加藤陸次樹 80分 - 乾貴士 90+2分 - 山田寛人 90+3分 | 公式記録 | - 小出悠太 24分 | 競技場: ヨドコウ桜スタジアム 観客数: 4,846 人 主審: 松本大 |

| 2022年3月26日 第3節 | 鹿島アントラーズ                                                | 4 - 1    | ガンバ大阪       | 鹿嶋市                                                               |
| 15:03               | - 三竿健斗 52分 - 鈴木優磨 66分 - 関川郁万 73分 - 染野唯月 90分 | 公式記録 | - パトリック 4分 | 競技場: 県立カシマサッカースタジアム 観客数: 6,260 人 主審: 清水勇人 |

| 2022年4月13日 第4節 | ガンバ大阪                      | 2 - 0    | 大分トリニータ | 吹田市                                                             |
| 19:03               | - 藤春廣輝 13分 - 佐藤瑶大 58分 | 公式記録 |                | 競技場: パナソニックスタジアム吹田 観客数: 4,413 人 主審: 上田益也 |

| 2022年4月13日 第4節 | セレッソ大阪    | 1 - 3    | 鹿島アントラーズ                                          | 大阪市                                                       |
| 19:03               | - 北野颯太 74分 | 公式記録 | - アルトゥール・カイキ 32分 - 上田綺世 53分 - ブエノ 87分 | 競技場: ヨドコウ桜スタジアム 観客数: 4,969 人 主審: 岡部拓人 |

| 2022年4月23日 第5節 | セレッソ大阪 | 0 - 0    | ガンバ大阪 | 大阪市                                                        |
| 14:03               |              | 公式記録 |            | 競技場: ヨドコウ桜スタジアム 観客数: 12,058 人 主審: 今村義朗 |

| 2022年4月23日 第5節 | 鹿島アントラーズ                                            | 3 - 0    | 大分トリニータ | 鹿嶋市                                                               |
| 15:00               | - 樋口雄太 51分 - 鈴木優磨 58分 - アルトゥール・カイキ 67分 | 公式記録 |                | 競技場: 県立カシマサッカースタジアム 観客数: 6,548 人 主審: 笠原寛貴 |

| 2022年5月18日 第6節 | ガンバ大阪      | 1 - 3    | 鹿島アントラーズ                      | 吹田市                                                             |
| 19:00               | - 三浦弦太 78分 | 公式記録 | - 上田綺世 16分 - 土居聖真 58分, 80分 | 競技場: パナソニックスタジアム吹田 観客数: 4,254 人 主審: 飯田淳平 |

| 2022年5月18日 第6節 | 大分トリニータ                          | 3 - 3    | セレッソ大阪                                     | 大分市                                                       |
| 19:00               | - サムエル 22分 - 渡邉新太 45+2分, 77分 | 公式記録 | - 加藤陸次樹 4分 - 為田大貴 46分 - 北野颯太 60分 | 競技場: 昭和電工ドーム大分 観客数: 2,517 人 主審: 福島孝一郎 |

### Bグループ
| 順 | チーム             | 試 | 勝 | 分 | 敗 | 得 | 失 | 差 | 点 |                        |     | SFR | GRA | SSP | VOR |
| -- | ------------------ | -- | -- | -- | -- | -- | -- | -- | -- | ---------------------- | --- | --- | --- | --- | --- |
| 1  | サンフレッチェ広島 | 6  | 4  | 0  | 2  | 13 | 5  | +8 | 12 | プレーオフステージ進出 |     | —   | 2–0 | 1–2 | 4–0 |
| 2  | 名古屋グランパス   | 6  | 3  | 1  | 2  | 6  | 4  | +2 | 10 | プレーオフステージ進出 |     | 1–2 | —   | 0–0 | 2–0 |
| 3  | 清水エスパルス     | 6  | 2  | 2  | 2  | 6  | 8  | −2 | 8  |                        |     | 2–1 | 0–1 | —   | 1–1 |
| 4  | 徳島ヴォルティス   | 6  | 1  | 1  | 4  | 5  | 13 | −8 | 4  |                        | 0–3 | 0–2 | 4–1 | —   |     |

| 2022年2月23日 第1節 | 名古屋グランパス | 0 - 0    | 清水エスパルス | 豊田市                                                 |
| 14:03               |                  | 公式記録 |                | 競技場: 豊田スタジアム 観客数: 8,285 人 主審: 高山啓義 |

| 2022年2月23日 第1節 | 徳島ヴォルティス | 0 - 3    | サンフレッチェ広島                                        | 鳴門市                                                                                   |
| 14:03               |                  | 公式記録 | - 住吉ジェラニレショーン 24分 - 永井龍 33分 - 東俊希 57分 | 競技場: 鳴門・大塚スポーツパークポカリスエットスタジアム 観客数: 2,632 人 主審: 佐藤隆治 |

| 2022年3月2日 第2節 | 清水エスパルス  | 1 - 1    | 徳島ヴォルティス          | 静岡市                                                      |
| 19:03              | - 神谷優太 70分 | 公式記録 | - ムシャガ・バケンガ 23分 | 競技場: IAIスタジアム日本平 観客数: 5,064 人 主審: 井上知大 |

| 2022年3月2日 第2節 | サンフレッチェ広島                          | 2 - 0    | 名古屋グランパス | 広島市                                                           |
| 19:00              | - 満田誠 44分 - ジュニオール・サントス 87分 | 公式記録 |                  | 競技場: エディオンスタジアム広島 観客数: 1,870 人 主審: 吉田哲朗 |

| 2022年3月26日 第3節 | 名古屋グランパス                  | 2 - 0    | 徳島ヴォルティス | 豊田市                                                 |
| 14:03               | - 酒井宣福 72分 - 柿谷曜一朗 75分 | 公式記録 |                  | 競技場: 豊田スタジアム 観客数: 6,932 人 主審: 小屋幸栄 |

| 2022年3月26日 第3節 | サンフレッチェ広島            | 1 - 2    | 清水エスパルス                            | 広島市                                                             |
| 14:03               | - 住吉ジェラニレショーン 63分 | 公式記録 | - ベンジャミン・コロリ 20分 - 原輝綺 38分 | 競技場: エディオンスタジアム広島 観客数: 2,082 人 主審: 福島孝一郎 |

| 2022年4月13日 第4節 | 徳島ヴォルティス                                    | 4 - 1    | 清水エスパルス                  | 鳴門市                                                                                   |
| 19:03               | - 杉森考起 39分, 52分 - 玄理吾 47分 - 児玉駿斗 72分 | 公式記録 | - 栗原イブラヒム・ジュニア 90分 | 競技場: 鳴門・大塚スポーツパークポカリスエットスタジアム 観客数: 1,475 人 主審: 西村雄一 |

| 2022年4月13日 第4節 | 名古屋グランパス          | 1 - 2    | サンフレッチェ広島                          | 豊田市                                                 |
| 19:33               | - マテウス・カストロ 10分 | 公式記録 | - ジュニオール・サントス 50分 - 森島司 84分 | 競技場: 豊田スタジアム 観客数: 4,689 人 主審: 長峯滉希 |

| 2022年4月23日 第5節 | 清水エスパルス | 0 - 1    | 名古屋グランパス | 静岡市                                                      |
| 14:03               |                | 公式記録 | - 金崎夢生 67分  | 競技場: IAIスタジアム日本平 観客数: 7,688 人 主審: 榎本一慶 |

| 2022年4月23日 第5節 | サンフレッチェ広島                                             | 4 - 0    | 徳島ヴォルティス | 広島市                                                           |
| 14:03               | - 柏好文 4分 - 森島司 12分 - ジュニオール・サントス 22分, 88分 | 公式記録 |                  | 競技場: エディオンスタジアム広島 観客数: 5,218 人 主審: 上村篤史 |

| 2022年5月18日 第6節 | 清水エスパルス                | 2 - 1    | サンフレッチェ広島 | 静岡市                                                      |
| 19:00               | - 岸本武流 34分 - 滝裕太 83分 | 公式記録 | - 永井龍 62分      | 競技場: IAIスタジアム日本平 観客数: 4,209 人 主審: 先立圭吾 |

| 2022年5月18日 第6節 | 徳島ヴォルティス | 0 - 2    | 名古屋グランパス                  | 鳴門市                                                                                   |
| 19:00               |                  | 公式記録 | - 吉田温紀 10分 - 阿部浩之 45+1分 | 競技場: 鳴門・大塚スポーツパークポカリスエットスタジアム 観客数: 2,296 人 主審: 池内明彦 |

### Cグループ
| 順 | チーム                 | 試 | 勝 | 分 | 敗 | 得 | 失 | 差 | 点 |                        |     | SAN | CON | REY | SAG |
| -- | ---------------------- | -- | -- | -- | -- | -- | -- | -- | -- | ---------------------- | --- | --- | --- | --- | --- |
| 1  | 京都サンガF.C.         | 6  | 3  | 1  | 2  | 8  | 11 | −3 | 10 | プレーオフステージ進出 |     | —   | 3–2 | 1–1 | 2–1 |
| 2  | 北海道コンサドーレ札幌 | 6  | 2  | 2  | 2  | 13 | 11 | +2 | 8  | プレーオフステージ進出 |     | 4–1 | —   | 1–2 | 1–1 |
| 3  | 柏レイソル             | 6  | 2  | 2  | 2  | 9  | 8  | +1 | 8  |                        |     | 0–1 | 2–3 | —   | 1–1 |
| 4  | サガン鳥栖             | 6  | 1  | 3  | 2  | 9  | 9  | 0  | 6  |                        | 3–0 | 2–2 | 1–3 | —   |     |

1. 1 2  直接対戦の結果による。勝ち点（3）・得失点差（0）・総得点（4）で差がつかないため、アウェーゴール（札幌:3, 柏:2）で比較。

| 2022年2月23日 第1節 | 京都サンガF.C. | 1 - 1    | 柏レイソル      | 亀岡市                                                              |
| 14:03               | - 木村勇大 6分 | 公式記録 | - 真家英嵩 46分 | 競技場: サンガスタジアム by KYOCERA 観客数: 4,025 人 主審: 大坪博和 |

| 2022年2月23日 第1節 | サガン鳥栖                 | 2 - 2    | 北海道コンサドーレ札幌          | 鳥栖市                                                       |
| 15:03               | 2分 (o.g.) - 藤原悠汰 72分 | 公式記録 | - 田中駿汰 50分 - 金子拓郎 59分 | 競技場: 駅前不動産スタジアム 観客数: 4,544 人 主審: 井上知大 |

| 2022年3月2日 第2節 | 京都サンガF.C.                  | 2 - 1    | サガン鳥栖      | 亀岡市                                                              |
| 18:33              | - 山田楓喜 37分 - 豊川雄太 75分 | 公式記録 | - 荒木駿太 86分 | 競技場: サンガスタジアム by KYOCERA 観客数: 2,511 人 主審: 先立圭吾 |

| 2022年3月2日 第2節 | 柏レイソル            | 2 - 3    | 北海道コンサドーレ札幌                | 柏市                                                             |
| 19:03              | - 升掛友護 19分, 24分 | 公式記録 | - 深井一希 57分 - 中島大嘉 85分, 90分 | 競技場: 三協フロンテア柏スタジアム 観客数: 3,177 人 主審: 松尾一 |

| 2022年4月20日 第3節 | 北海道コンサドーレ札幌                                    | 4 - 1    | 京都サンガF.C.  | 札幌市                                             |
| 19:03               | - ガブリエル・シャビエル 51分, 75分 - 中島大嘉 67分, 88分 | 公式記録 | - 大前元紀 54分 | 競技場: 札幌ドーム 観客数: 3,627 人 主審: 長峯滉希 |

| 2022年3月26日 第3節 | 柏レイソル      | 1 - 1    | サガン鳥栖      | 柏市                                                               |
| 15:00               | - 升掛友護 88分 | 公式記録 | - 田代雅也 62分 | 競技場: 三協フロンテア柏スタジアム 観客数: 3,590 人 主審: 西村雄一 |

| 2022年4月13日 第4節 | 京都サンガF.C.                                      | 3 - 2    | 北海道コンサドーレ札幌                         | 亀岡市                                                            |
| 18:33               | - 福岡慎平 24分 - 中野桂太 71分 - マルティノス 75分 | 公式記録 | - ルーカス・フェルナンデス 2分 - 岡村大八 20分 | 競技場: サンガスタジアム by KYOCERA 観客数: 2,894 人 主審: 柿沼亨 |

| 2022年4月13日 第4節 | サガン鳥栖      | 1 - 3    | 柏レイソル                                              | 鳥栖市                                                       |
| 19:03               | - 本田風智 50分 | 公式記録 | - 鵜木郁哉 18分 - 升掛友護 34分 - アンジェロッティ 65分 | 競技場: 駅前不動産スタジアム 観客数: 3,274 人 主審: 笠原寛貴 |

| 2022年4月23日 第5節 | 北海道コンサドーレ札幌    | 1 - 2    | 柏レイソル                          | 札幌市                                                   |
| 13:03               | - ミラン・トゥチッチ 14分 | 公式記録 | - マテウス・サヴィオ 90+3分, 90+4分 | 競技場: 札幌厚別公園競技場 観客数: 4,450 人 主審: 谷本涼 |

| 2022年4月23日 第5節 | サガン鳥栖                                       | 3 - 0    | 京都サンガF.C. | 鳥栖市                                                       |
| 15:03               | - 福田晃斗 5分 - 岩崎悠人 50分 - 藤原悠汰 90+5分 | 公式記録 |                | 競技場: 駅前不動産スタジアム 観客数: 3,945 人 主審: 山本雄大 |

| 2022年5月18日 第6節 | 北海道コンサドーレ札幌 | 1 - 1    | サガン鳥栖    | 札幌市                                             |
| 19:03               | - 中村桐耶 74分        | 公式記録 | - 西川潤 80分 | 競技場: 札幌ドーム 観客数: 4,417 人 主審: 清水勇人 |

| 2022年5月18日 第6節 | 柏レイソル | 0 - 1    | 京都サンガF.C.  | 柏市                                                               |
| 19:03               |            | 公式記録 | - 大前元紀 73分 | 競技場: 三協フロンテア柏スタジアム 観客数: 3,289 人 主審: 笠原寛貴 |

### Dグループ
| 順 | チーム         | 試 | 勝 | 分 | 敗 | 得 | 失 | 差 | 点 |                        |     | BEL | AVI | JUB | TOK |
| -- | -------------- | -- | -- | -- | -- | -- | -- | -- | -- | ---------------------- | --- | --- | --- | --- | --- |
| 1  | 湘南ベルマーレ | 6  | 4  | 0  | 2  | 9  | 6  | +3 | 12 | プレーオフステージ進出 |     | —   | 3–1 | 1–0 | 2–1 |
| 2  | アビスパ福岡   | 6  | 3  | 1  | 2  | 6  | 6  | 0  | 10 | プレーオフステージ進出 |     | 2–1 | —   | 2–1 | 1–0 |
| 3  | ジュビロ磐田   | 6  | 2  | 1  | 3  | 4  | 5  | −1 | 7  |                        |     | 0–1 | 1–0 | —   | 2–1 |
| 4  | FC東京         | 6  | 1  | 2  | 3  | 4  | 6  | −2 | 5  |                        | 2–1 | 0–0 | 0–0 | —   |     |

| 2022年3月15日 第1節 | FC東京 | 0 - 0    | ジュビロ磐田 | 調布市                                                   |
| 19:03               |        | 公式記録 |              | 競技場: 味の素スタジアム 観客数: 7,817 人 主審: 岡部拓人 |

| 2022年2月23日 第1節 | 湘南ベルマーレ                                    | 3 - 1    | アビスパ福岡  | 平塚市                                                           |
| 15:00               | - 山田直輝 14分 - 杉岡大暉 45+1分 - 大橋祐紀 88分 | 公式記録 | - 城後寿 79分 | 競技場: レモンガススタジアム平塚 観客数: 4,770 人 主審: 御厨貴文 |

| 2022年3月2日 第2節 | ジュビロ磐田 | 0 - 1    | 湘南ベルマーレ  | 磐田市                                                   |
| 19:03              |              | 公式記録 | - 池田昌生 43分 | 競技場: ヤマハスタジアム 観客数: 4,012 人 主審: 今村義朗 |

| 2022年3月2日 第2節 | アビスパ福岡    | 1 - 0    | FC東京 | 福岡市                                                     |
| 19:03              | - 田中達也 22分 | 公式記録 |        | 競技場: ベスト電器スタジアム 観客数: 2,628 人 主審: 中村太 |

| 2022年3月26日 第3節 | ジュビロ磐田    | 1 - 0    | アビスパ福岡 | 磐田市                                                   |
| 14:03               | - 金子翔太 53分 | 公式記録 |              | 競技場: ヤマハスタジアム 観客数: 4,613 人 主審: 山本雄大 |

| 2022年3月26日 第3節 | FC東京                          | 2 - 1    | 湘南ベルマーレ  | 調布市                                                 |
| 15:03               | - 安部柊斗 39分 - 三田啓貴 60分 | 公式記録 | - 池田昌生 77分 | 競技場: 味の素スタジアム 観客数: 6,829 人 主審: 谷本涼 |

| 2022年4月13日 第4節 | 湘南ベルマーレ                  | 2 - 1    | FC東京          | 平塚市                                                           |
| 19:03               | - 池田昌生 37分 - 町野修斗 73分 | 公式記録 | - 小川諒也 50分 | 競技場: レモンガススタジアム平塚 観客数: 3,920 人 主審: 先立圭吾 |

| 2022年4月13日 第4節 | アビスパ福岡                    | 2 - 1    | ジュビロ磐田    | 福岡市                                                       |
| 19:03               | - ルキアン 72分 - 重廣卓也 86分 | 公式記録 | - 松本昌也 66分 | 競技場: ベスト電器スタジアム 観客数: 1,971 人 主審: 御厨貴文 |

| 2022年4月23日 第5節 | アビスパ福岡                                            | 2 - 1    | 湘南ベルマーレ  | 福岡市                                                     |
| 14:03               | - ジョルディ・クルークス 55分 - フアンマ・デルガド 61分 | 公式記録 | - 山田直輝 22分 | 競技場: ベスト電器スタジアム 観客数: 2,619 人 主審: 松尾一 |

| 2022年4月23日 第5節 | ジュビロ磐田                                    | 2 - 1    | FC東京          | 磐田市                                                   |
| 15:03               | - ファビアン・ゴンザレス 68分 - 鹿沼直生 90+7分 | 公式記録 | - 梶浦勇輝 55分 | 競技場: ヤマハスタジアム 観客数: 5,422 人 主審: 井上知大 |

| 2022年5月18日 第6節 | FC東京 | 0 - 0    | アビスパ福岡 | 調布市                                                   |
| 19:03               |        | 公式記録 |              | 競技場: 味の素スタジアム 観客数: 4,532 人 主審: 井上知大 |

| 2022年5月18日 第6節 | 湘南ベルマーレ  | 1 - 0    | ジュビロ磐田 | 平塚市                                                           |
| 19:00               | - 池田昌生 54分 | 公式記録 |              | 競技場: レモンガススタジアム平塚 観客数: 4,132 人 主審: 窪田陽輔 |

## プレーオフステージ
組み合わせは2021年5月18日のグループステージ全日程終了後に発表された。
| チーム #1              | 合計     | チーム #2          | 第1戦 | 第2戦 |
| ---------------------- | -------- | ------------------ | ----- | ----- |
| アビスパ福岡           | 2(a) - 2 | 鹿島アントラーズ   | 1-0   | 1-2   |
| 北海道コンサドーレ札幌 | 1 - 4    | サンフレッチェ広島 | 0-3   | 1-1   |
| 名古屋グランパス       | 7 - 1    | 京都サンガF.C.     | 6-1   | 1-0   |
| セレッソ大阪           | 5 - 1    | 湘南ベルマーレ     | 1-0   | 4-1   |

### プレーオフステージ第1戦
| アビスパ福岡    | 1 – 0    | 鹿島アントラーズ |
| --------------- | -------- | ---------------- |
| - 山岸祐也 23分 | 公式記録 |                  |

| 北海道コンサドーレ札幌 | 0 – 3    | サンフレッチェ広島                                |
| ---------------------- | -------- | ------------------------------------------------- |
|                        | 公式記録 | - 東俊希 24分 - ジュニオール・サントス 65分, 87分 |

| 名古屋グランパス                                                                      | 6 – 1    | 京都サンガF.C.  |
| ------------------------------------------------------------------------------------- | -------- | --------------- |
| - 稲垣祥 15分, 49分 - 丸山祐市 63分 - マテウス・カストロ 73分, 81分 - 相馬勇紀 90+2分 | 公式記録 | - 山﨑凌吾 58分 |

| セレッソ大阪    | 1 – 0    | 湘南ベルマーレ |
| --------------- | -------- | -------------- |
| - 鳥海晃司 81分 | 公式記録 |                |

### プレーオフステージ第2戦
| 鹿島アントラーズ                    | 2 – 1    | アビスパ福岡      |
| ----------------------------------- | -------- | ----------------- |
| - エヴェラウド 34分 - 仲間隼斗 40分 | 公式記録 | - 山岸祐也 45+5分 |

二試合合計スコア 2 - 2 アウェーゴール 1 - 0 でアビスパ福岡がプライムステージ進出
| サンフレッチェ広島 | 1 – 1    | 北海道コンサドーレ札幌 |
| ------------------ | -------- | ---------------------- |
| - 満田誠 87分      | 公式記録 | - 青木亮太 34分        |

二試合合計スコア 4 - 1でサンフレッチェ広島がプライムステージ進出
| 京都サンガF.C. | 0 – 1    | 名古屋グランパス |
| -------------- | -------- | ---------------- |
|                | 公式記録 | - 齋藤学 90+1分  |

二試合合計スコア 7 - 1で名古屋グランパスがプライムステージ進出
| 湘南ベルマーレ  | 1 – 4    | セレッソ大阪                                                              |
| --------------- | -------- | ------------------------------------------------------------------------- |
| - 町野修斗 83分 | 公式記録 | - マテイ・ヨニッチ 10分 - 為田大貴 13分 - 清武弘嗣 45+3分 - 奥埜博亮 48分 |

二試合合計スコア 5 - 1でセレッソ大阪がプライムステージ進出

## プライムステージ
プライムステージの組み合わせは2022年6月29日のオープンドローの結果、以下の通り決定した。抽選に当たっての具体的な方式は以下の通り。
- まず、準々決勝において第1戦でのみホームゲームが開催できる広島の抽選を行う。下記のトーナメント表において上から2・4・6・8番目のみに入ることができるため、これらの4つの番号の入ったポットを用意しドローする。
- 残りの7チームについてはオープンで実施され、1・3・5・7の番号を追加したポットを各チームの代表が抽選する。

以下のトーナメント表では、第2戦が上のチームのホームゲームとして開催される。
|  | 準々決勝 (8月3日・8月10日) | 準々決勝 (8月3日・8月10日) | 準々決勝 (8月3日・8月10日) | 準々決勝 (8月3日・8月10日) |   |                    | 準決勝 (9月21日・9月25日) | 準決勝 (9月21日・9月25日) | 準決勝 (9月21日・9月25日) | 準決勝 (9月21日・9月25日) |  |  | 決勝 (10月22日) | 決勝 (10月22日) |
|  |                            |                            |                            |                            |   |                    |                           |                           |                           |                           |  |  |                 |                 |
|  | 浦和レッズ                 | 1                          | 3                          | 4                          |   |                    |                           |                           |                           |                           |  |  |                 |                 |
|  | 名古屋グランパス           | 1                          | 0                          | 1                          |   |                    |                           |                           |                           |                           |  |  |                 |                 |
|  | 名古屋グランパス           | 1                          | 0                          | 1                          |   | 浦和レッズ         | 1                         | 0                         | 1                         |                           |  |  |                 |                 |
|  |                            |                            |                            |                            |   | 浦和レッズ         | 1                         | 0                         | 1                         |                           |  |  |                 |                 |
|  |                            | セレッソ大阪               | 1                          | 4                          | 5 |                    |                           |                           |                           |                           |  |  |                 |                 |
|  | 川崎フロンターレ           | セレッソ大阪               | 1                          | 4                          | 5 | 1                  | 2                         | 3                         |                           |                           |  |  |                 |                 |
|  | 川崎フロンターレ           |                            |                            |                            |   | 1                  | 2                         | 3                         |                           |                           |  |  |                 |                 |
|  | セレッソ大阪               | 1                          | 2                          | 3 (a)                      |   |                    |                           |                           |                           |                           |  |  |                 |                 |
|  |                            |                            |                            |                            |   |                    |                           |                           |                           |                           |  |  | セレッソ大阪    | 1               |
|  |                            |                            | サンフレッチェ広島         | 2                          |   |                    |                           |                           |                           |                           |  |  |                 |                 |
|  | 横浜F・マリノス            | 1                          | 1                          | 2                          |   |                    |                           |                           |                           |                           |  |  |                 |                 |
|  | サンフレッチェ広島         | 3                          | 2                          | 5                          |   |                    |                           |                           |                           |                           |  |  |                 |                 |
|  | サンフレッチェ広島         | 3                          | 2                          | 5                          |   | サンフレッチェ広島 | 3                         | 0                         | 3                         |                           |  |  |                 |                 |
|  |                            |                            |                            |                            |   | サンフレッチェ広島 | 3                         | 0                         | 3                         |                           |  |  |                 |                 |
|  |                            | アビスパ福岡               | 2                          | 0                          | 2 |                    |                           |                           |                           |                           |  |  |                 |                 |
|  | アビスパ福岡               | アビスパ福岡               | 2                          | 0                          | 2 | 2                  | 1                         | 3                         |                           |                           |  |  |                 |                 |
|  | アビスパ福岡               |                            |                            |                            |   | 2                  | 1                         | 3                         |                           |                           |  |  |                 |                 |
|  | ヴィッセル神戸             | 1                          | 0                          | 1                          |   |                    |                           |                           |                           |                           |  |  |                 |                 |

### 準々決勝
| チーム #1        | 合計     | チーム #2          | 第1戦 | 第2戦 |
| ---------------- | -------- | ------------------ | ----- | ----- |
| 浦和レッズ       | 4 - 1    | 名古屋グランパス   | 1 - 1 | 3 - 0 |
| 川崎フロンターレ | 3 - 3(a) | セレッソ大阪       | 1 - 1 | 2 - 2 |
| 横浜F・マリノス  | 2 - 5    | サンフレッチェ広島 | 1 - 3 | 1 - 2 |
| アビスパ福岡     | 3 - 1    | ヴィッセル神戸     | 2 - 1 | 1 - 0 |

#### 準々決勝第1戦
| 名古屋グランパス | 1 - 1             | 浦和レッズ    |
| ---------------- | ----------------- | ------------- |
| 森下龍矢 59分    | 公式記録 試合経過 | 松尾佑介 36分 |

| セレッソ大阪          | 1 - 1             | 川崎フロンターレ |
| --------------------- | ----------------- | ---------------- |
| アダム・タガート 89分 | 公式記録 試合経過 | 脇坂泰斗 33分    |

| サンフレッチェ広島                                | 3 - 1             | 横浜F・マリノス     |
| ------------------------------------------------- | ----------------- | ------------------- |
| - 柏好文 14分 - 荒木隼人 71分 - 野津田岳人 90+8分 | 公式記録 試合経過 | - レオ・セアラ 48分 |

| ヴィッセル神戸    | 1 - 2             | アビスパ福岡                        |
| ----------------- | ----------------- | ----------------------------------- |
| - 大迫勇也 90+9分 | 公式記録 試合経過 | - ジョン・マリ 44分 - ルキアン 58分 |

#### 準々決勝第2戦
| 浦和レッズ                          | 3 - 0             | 名古屋グランパス |
| ----------------------------------- | ----------------- | ---------------- |
| - 伊藤敦樹 31分, 41分 - 江坂任 86分 | 公式記録 試合経過 |                  |

二試合合計スコア 4 - 1で浦和レッズが準決勝進出
| 川崎フロンターレ          | 2 - 2             | セレッソ大阪                        |
| ------------------------- | ----------------- | ----------------------------------- |
| - マルシーニョ 40分, 53分 | 公式記録 試合経過 | - 加藤陸次樹 90分 - 山田寛人 90+6分 |

二試合合計スコア 3 - 3、アウェーゴール 2 - 1 でセレッソ大阪が準決勝進出
| 横浜F・マリノス     | 1 - 2             | サンフレッチェ広島                             |
| ------------------- | ----------------- | ---------------------------------------------- |
| - レオ・セアラ 21分 | 公式記録 試合経過 | - ナッシム・ベン・カリファ 8分 - 野上結貴 37分 |

二試合合計スコア 5 - 2でサンフレッチェ広島が準決勝進出
| アビスパ福岡    | 1 - 0             | ヴィッセル神戸 |
| --------------- | ----------------- | -------------- |
| - ルキアン 43分 | 公式記録 試合経過 |                |

二試合合計スコア 3 - 1でアビスパ福岡が準決勝進出

### 準決勝
| チーム #1          | 合計  | チーム #2    | 第1戦 | 第2戦 |
| ------------------ | ----- | ------------ | ----- | ----- |
| 浦和レッズ         | 1 - 5 | セレッソ大阪 | 1 - 1 | 0 - 4 |
| サンフレッチェ広島 | 3 - 2 | アビスパ福岡 | 3 - 2 | 0 - 0 |

#### 準決勝第1戦
| セレッソ大阪   | 1 - 1             | 浦和レッズ      |
| -------------- | ----------------- | --------------- |
| - 上門知樹 2分 | 公式記録 試合経過 | - 小泉佳穂 53分 |

| アビスパ福岡                      | 2 - 3             | サンフレッチェ広島                  |
| --------------------------------- | ----------------- | ----------------------------------- |
| - フアンマ・デルガド 72分, 90+4分 | 公式記録 試合経過 | - 川村拓夢 22分, 55分 - 塩谷司 49分 |

#### 準決勝第2戦
| 浦和レッズ | 0 - 4             | セレッソ大阪                                                              |
| ---------- | ----------------- | ------------------------------------------------------------------------- |
|            | 公式記録 試合経過 | - 23分 (OG) - 奥埜博亮 30分 - 加藤陸次樹 51分 - ジェアン・パトリッキ 80分 |

二試合合計スコア 5 - 1でセレッソ大阪が決勝進出
| サンフレッチェ広島 | 0 - 0             | アビスパ福岡 |
| ------------------ | ----------------- | ------------ |
|                    | 公式記録 試合経過 |              |

二試合合計スコア 3 - 2でサンフレッチェ広島が決勝進出

### 決勝
決勝に駒を進めたのは、準々決勝で昨季J1王者の川崎相手に第2戦で試合終了間際に2ゴールを挙げ、アウェーゴールの差で勝利し、準決勝では2年連続の対戦となった浦和相手に第2戦で4ゴールを奪い、2戦合計5-1で勝利。2年連続の決勝進出を果たし、初優勝した2017年大会以来2度目の優勝を狙うC大阪と、準々決勝でJ1首位を走る横浜FMを2戦合計6-2で退け、準決勝で福岡に接戦の末2戦合計3-2で勝利。8年ぶりの決勝進出を決め、初優勝を目指す広島の2チーム。両チームは今季、決勝前まで3回(J1第17節と第27節、天皇杯準々決勝)対戦しており、広島が3戦全勝。C大阪にとっては名古屋に敗れ準優勝に終わった昨季ルヴァンカップ決勝も含めたリベンジマッチとなった。また広島は前週(10月16日)の天皇杯決勝に続く2週連続のカップ戦決勝となるが、その天皇杯決勝では甲府相手にPK戦の末敗れ準優勝に終わっており、加えてルヴァンカップでは過去2回（2010年、2014年）決勝で敗れている。広島にとっても2つの意味でのリベンジマッチとなった。
試合は前半、互いにチャンスを作り出すも決定機までは至らず、スコアレスで後半に折り返す。後半に入り8分、広島DF佐々木翔からGK大迫敬介へのバックパスがやや短くなり、これに反応したC大阪FW加藤陸次樹が奪い、GKを交わして無人のゴールに流し込み、思わぬ形でC大阪が先制点を挙げる。しかし後半31分、中盤でC大阪DFマテイ・ヨニッチと広島FWナッシム・ベン・カリファが交錯、その際にヨニッチがベン・カリファの顔面に拳を突き出したことがビデオ・アシスタント・レフェリー (VAR) の介入によるオンフィールドレビューで確認されたことから、ヨニッチにレッドカードが提示され、C大阪は10人で逃げ切りを図る必要に迫られた。以後必死に守るC大阪を広島が攻め立てる展開が続いたが中々ゴールを割ることは出来ず、試合はアディショナルタイム (AT) に突入する。
VARの介入もあり「9分」という長いATが取られたが、AT+4分に広島のコーナーキックからのペナルティエリア内での競り合いにVARが介入。オンフィールドレビューの結果、C大阪DF鳥海晃司がハンドの反則を犯したとして広島にPKが与えられる。天皇杯決勝では試合終了間際のPKを失敗していたが、この日は途中投入の広島FWピエロス・ソティリウがゴール右隅にきっちりと決めて、土壇場で同点に追いつく。なおも広島の勢いは止まらず、終了間際のAT+11分に広島MF満田誠のコーナーキックにゴール前のFWソティリウが右足で合わせ、逆転に成功。そのまま広島が2-1で勝利し、悲願の初優勝を成し遂げた。一方C大阪は2年連続の決勝で苦杯を嘗める結果となった。
この試合の前日の10月21日、広島にも在籍歴のあるJ3宮崎所属のFW工藤壮人が急逝しており、両チームのゴール裏から工藤の死去を悼む横断幕が掲げられた中行われた試合で、広島にとっては工藤に捧げる初優勝ともなった。
| セレッソ大阪      | 1 - 2             | サンフレッチェ広島                            |
| ----------------- | ----------------- | --------------------------------------------- |
| - 加藤陸次樹 53分 | 公式記録 試合経過 | - ピエロス・ソティリウ 90+6分 (pen.), 90+11分 |

| セレッソ大阪   |    |                      |      |      |
| GK             | 21 | キム・ジンヒョン     |      |      |
| DF             | 02 | 松田陸               |      |      |
| DF             | 06 | 山中亮輔             |      |      |
| DF             | 22 | マテイ・ヨニッチ     | 79分 |      |
| DF             | 24 | 鳥海晃司             |      |      |
| MF             | 16 | 毎熊晟矢             |      |      |
| MF             | 17 | 鈴木徳真             |      |      |
| MF             | 19 | 為田大貴             |      | 80分 |
| MF             | 25 | 奥埜博亮             |      |      |
| FW             | 07 | 上門知樹             |      | 70分 |
| FW             | 20 | 加藤陸次樹           |      | 70分 |
| 控えメンバー： |    |                      |      |      |
| GK             | 31 | 清水圭介             |      |      |
| DF             | 29 | 舩木翔               |      |      |
| DF             | 33 | 西尾隆矢             |      | 80分 |
| MF             | 10 | 清武弘嗣             |      | 70分 |
| MF             | 41 | 中原輝               |      |      |
| FW             | 26 | ジェアン・パトリッキ |      |      |
| FW             | 38 | 北野颯太             | 85分 | 70分 |
| 監督           |    |                      |      |      |
| 小菊昭雄       |    |                      |      |      |

| サンフレッチェ広島   |    |                          |         |      |
| GK                   | 38 | 大迫敬介                 |         |      |
| DF                   | 03 | 塩谷司                   |         | 90分 |
| DF                   | 04 | 荒木隼人                 |         |      |
| DF                   | 19 | 佐々木翔                 |         |      |
| DF                   | 02 | 野上結貴                 | 81分    | 90分 |
| MF                   | 17 | 松本泰志                 |         | 63分 |
| MF                   | 07 | 野津田岳人               |         | 80分 |
| MF                   | 27 | 川村拓夢                 |         |      |
| MF                   | 10 | 森島司                   |         |      |
| MF                   | 39 | 満田誠                   |         |      |
| FW                   | 13 | ナッシム・ベン・カリファ | 74分    |      |
| 控え選手             |    |                          |         |      |
| GK                   | 22 | 川浪吾郎                 |         |      |
| DF                   | 21 | 住吉ジェラニレショーン   |         |      |
| MF                   | 06 | 青山敏弘                 |         |      |
| MF                   | 18 | 柏好文                   |         | 80分 |
| MF                   | 25 | 茶島雄介                 |         | 90分 |
| MF                   | 30 | 柴﨑晃誠                 |         | 90分 |
| FW                   | 20 | ピエロス・ソティリウ     | 90+12分 | 63分 |
| 監督                 |    |                          |         |      |
| ミヒャエル・スキッベ |    |                          |         |      |

| 2022 Jリーグカップ 優勝   |
| ------------------------- |
| サンフレッチェ広島 初優勝 |

## 表彰
| 表彰名           | 選手名               | 所属クラブ         |
| ---------------- | -------------------- | ------------------ |
| 大会MVP          | ピエロス・ソティリウ | サンフレッチェ広島 |
| ニューヒーロー賞 | 北野颯太             | セレッソ大阪       |

## 得点ランキング
| 順位 | 選手                   | 所属                   | 得点 |
| ---- | ---------------------- | ---------------------- | ---- |
| 1    | ジュニオール・サントス | サンフレッチェ広島     | 6    |
| 2    | 加藤陸次樹             | セレッソ大阪           | 5    |
| T3   | 中島大嘉               | 北海道コンサドーレ札幌 | 4    |
| T3   | 升掛友護               | 柏レイソル             | 4    |
| T3   | 池田昌生               | 湘南ベルマーレ         | 4    |
| T6   | 上田綺世               | 鹿島アントラーズ       | 3    |
| T6   | マテウス・カストロ     | 名古屋グランパス       | 3    |
| T6   | 為田大貴               | セレッソ大阪           | 3    |
| T6   | 北野颯太               | セレッソ大阪           | 3    |
| T6   | フアンマ・デルガド     | アビスパ福岡           | 3    |
| T6   | ルキアン               | アビスパ福岡           | 3    |
| T6   | 長沢駿                 | 大分トリニータ         | 3    |

出典: J.League Data Site